# 水瀬マユ
水瀬 マユ（みなせ マユ、1981年3月28日 - ）は、日本の漫画家。徳島県出身。千葉県在住。女性。
代表作に『むすんでひらいて』、『姫さま狸の恋算用』など。

## 来歴
2008年、「鬼が来る」でプロダクションI.G×マッグガーデンコミック大賞・漫画部門に入選。2009年9月、マッグガーデンが展開する無料ウェブコミック誌『EDEN』に配信開始時から「むすんでひらいて」の連載を開始し、この第1話が漫画家デビューとなった。同作は2018年9月7日からアニメアプリ『アニメビーンズ』で水瀬初のアニメ化となる。
恋愛漫画を多く描いており、無料ウェブコミック誌『COMIC メテオ』（アプリックス）では「水瀬マユの恋愛相談室」と題した読者からの恋愛相談コーナーを持っている。

## 作品リスト

### 連載
- むすんでひらいて（『EDEN』2009年9月18日 - 2013年8月5日） - デビュー作
- ラブカレンダー（『月刊ビッグガンガン』2012年Vol.09 - 2013年Vol.08） - 原案：DECO*27、アートディレクション：坂本ヒメミ
- 姫さま狸の恋算用（『漫画アクション』2013年21号 - 2016年24号）
- ひめドレ 〜姫と奴隷の学園生活〜（『マガジンポケット』2017年11月5日 - 2018年6月17日）  - 原作：蔵人幸明
- ふくらみふくらむ（『漫画アクション』2017年23号 - 2018年2号） - 短期集中連載
- いとなみいとなめず（『漫画アクション』2018年20号 - 2024年16号、全85話）
  - いとなみいとなめた!（『漫画アクション』2025年7号 - ） - 番外編
- 夫を噛む（『月刊!スピリッツ』2019年1月号 - 2019年12月号）

### 読み切り
- なでなで（『COMIC メテオ』2012年4月25日） - 単行本『ふくらみふくらむ 水瀬マユ作品集』に収録
- 終わってみるのも悪くない（『週刊ヤングマガジン』2016年21・22合併号） - 単行本『ふくらみふくらむ 水瀬マユ作品集』に収録

### 書籍
各巻の詳細は該当項目を参照。
- 『むすんでひらいて』、マッグガーデン 〈ブレイドコミックスEDEN〉 2010年 - 2013年、全8巻
  - （新装版） 双葉社〈アクションコミックス〉 2024年、全4巻
- 『ラブカレンダー』、スクウェア・エニックス 〈ビッグガンガンコミックスSUPER〉 2013年、全2巻
- 『姫さま狸の恋算用』、双葉社 〈アクションコミックス〉 2014年 - 2016年、全9巻
- 『ひめドレ 〜姫と奴隷の学園生活〜』、講談社 〈講談社コミックスマガジン〉 2018年、全4巻
  1. 2018年3月9日発売[4][5]、ISBN 978-4-06-511198-7
  2. 2018年5月9日発売[6]、ISBN 978-4-06-511409-4
  3. 2018年7月9日発売[7]、ISBN 978-4-06-511786-6
  4. 2018年7月9日発売[8]、ISBN 978-4-06-512174-0
- 『ふくらみふくらむ 水瀬マユ作品集』、双葉社 〈アクションコミックス〉 2018年3月9日第1刷発行（同日発売[4]）、ISBN 978-4-575-85131-1
- 『いとなみいとなめず』、双葉社 〈アクションコミックス〉 2019年 - 2024年、全10巻
  1. 2019年5月28日発売[9][10]、ISBN 978-4-575-85312-4
  2. 2019年9月28日発売[11]、ISBN 978-4-575-85355-1
  3. 2020年4月27日発売[12]、ISBN 978-4-575-85436-7
  4. 2020年9月28日発売[13]、ISBN 978-4-575-85495-4
  5. 2021年3月27日発売[14]、ISBN 978-4-575-85561-6
  6. 2022年1月27日発売[15]、ISBN 978-4-575-85686-6
  7. 2022年8月25日発売[16]、ISBN 978-4-575-85748-1
  8. 2023年4月27日発売[17]、ISBN 978-4-575-85838-9
  9. 2023年12月27日発売[18]、ISBN 978-4-575-85924-9
  10. 2024年8月28日発売[19][20]、ISBN 978-4-575-86005-4
- 『夫を噛む』、小学館 〈ビッグコミックス〉 2019年、全3巻
  1. 2019年4月26日発売[21][22]、ISBN 978-4-09-860298-8
  2. 2019年7月30日発売[23]、ISBN 978-4-09-860362-6
  3. 2019年12月26日発売[24]、ISBN 978-4-09-860467-8